# Generalkommando 66
Das Generalkommando 66 war ein Großverband der Armee des Deutschen Kaiserreiches im Ersten Weltkrieg.

## Gliederung
Es handelte sich beim Generalkommando 66 um ein Generalkommando z. b. V. (Generalkommando zur besonderen Verwendung). Diese entstanden ab 1916 und waren reine Kommandostellen, die militärischen Einheiten wurden ihm nach Bedarf zugeordnet.

## Geschichte
Vorläufer des Generalkommandos war die Armeegruppe Nowogrodek, benannt nach einer Stadt im heutigen Weißrussland. Der General der Infanterie Ludwig von Held wurde am 15. April 1917 zum Kommandeur des neu gegründeten Generalkommandos z.b.V. Nr. 66 ernannt. Das Generalkommando war bei Kriegsende an südlichen Abschnitten der Westfront eingesetzt. Es umfasste zu diesem Zeitpunkt:
- die 2. Königlich Bayerische Landwehr-Division
- die 19. Ersatz-Division (Königlich Sächsische) und
- die 17. Reserve-Division

## Kommandierender General
| Dienstgrad             | Name                | Datum                                  |
| ---------------------- | ------------------- | -------------------------------------- |
| General der Infanterie | Ludwig von Held     | 15. April 1917 bis 3. Februar 1918     |
| Generalleutnant        | Adolf von der Esch  | 3. Februar 1918 bis 22. September 1918 |
| Generalleutnant        | Walter von Bergmann | 22. September 1918 bis Kriegsende      |